# Џон Тинисвуд
Џон Алфред Тинисвуд (енгл. John Alfred Tinniswood; Ливерпул, 26. август 1912 — Саутпорт, 25. новембар 2024) био је британски суперстогодишњак који је према гинисовој књизи рекорда носио титулу најстаријег живог мушкарца на свету у периоду од 29. јуна до 25. новембра 2024. године.

## Биографија
Џон Алфред Тинисвуд рођен је у Ливерпулу, Мерзисајд, Енглеска, Уједињено Краљевство, 26. августа 1912. године. Због проблема са видом, током Другог светског рата добио је административну улогу у платном корпусу Краљевске војске. Поред рачуноводства и ревизије, његов посао је укључивао и логистичке задатке као што су лоцирање насуканих војника и организовање снабдевања храном. Док је био у војсци, упознао је своју будућу супругу, Блодвен. Венчали су се 1942. године, а њихово једино дете, Сузан, рођена је 1943. године. Били су у браку 44 године све до Блодвенове смрти 1986. године. До пензионисања 1972. године, радио је као рачуновођа за Шел-Мек и БП Лимитед. Био је доживотни навијач фудбалског клуба Ливерпул.
2019. године, у интервјуу за "мирор" рекао је да су риба и помфрит његово омиљено јело.
25. септембра 2020. године, након смрти 108-годишњег Харија Франсмана, постао је најстарији живи мушкарац у Уједињеном Краљевству.
26. августа 2022. године, прославио је свој 110. рођендан, поставши суперстогодишњак.
1. јуна 2024. године, након смрти 112-годишњег Жоржа Томаса из Француске, постао је најстарији живи мушкарац у Европи.
29. јуна 2024. године, након смрти 112-годишњег Ши Пинга из Кине, постао је најстарији живи мушкарац на свету.
Након што је препознат као најстарији мушкарац на свету од стране гинисове књиге рекорда, прокоментарисао је да је тајна његовог дугог живота „чиста срећа“. Није био забринут због свог новооткривеног статуса, рекавши: „За мене то не чини никакву разлику, уопште. Прихватам то како јесте.”
Џон Тинисвуд преминуо је у Саутпорту, Мерзисајд, Енглеска, Уједињено Краљевство, 25. новембра 2024. године, у доби од 112 година и 91 дан. Након његове смрти, тада 112-годишњи Жоао Марињо Нето из Бразила, преузео је титулу најстаријег живог мушкарца на свету, а тада 111-годишњи Илије Чокан из Румуније, преузео је титулу најстаријег живог мушкарца у Европи.